# قاعدة العزل

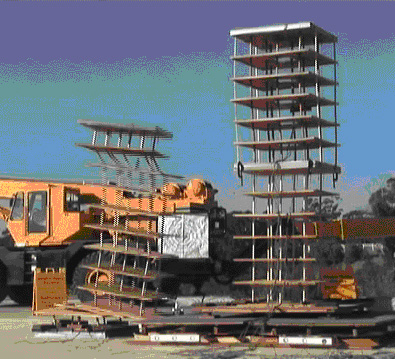

قاعدة العزل (بالإنجليزية: Base isolation) معروفة أيضا باسم قاعدة العزل الزلزالية، هي واحدة من أكثر الوسائل الشعبية لحماية الهياكل الإنشائية من القوة الزلزالية. وهي عبارة عن مجموعة من العناصر الهيكلية التي ينبغي فصلها إلى حد كبير عن الجزء العلوي من الطبقة التحتية للمباني لتستريح عند اهتزاز الأرض، وبالتالي تلعب دور كببير في حماية وسلامة المبنى أو البناء الغير هيكلي.

وتعتبر قاعدة العزل من أقوى الأدوات في هندسة الزلازل التي تتعلق بتكنولوجيا التحكم في اهتزاز الهيكلي السلبي. ولكن خلافا للاعتقاد الشائع، فأن قاعدة العزل لا تجعل من المبنى مقاوما للزلازل.